# Порт Олри
Порт Олри (англ. Port Olry) — город на территории Вануату. Расположен в провинции Санма на северо-востоке острова Эспириту-Санто.

## География и туризм
Город расположен на холмах, покрытых зеленью. Известен своими пляжами с ослепительно белым песком. Приобрёл популярность вследствие плавания под водой с дыхательной трубкой. Также можно совершить путешествие на два наносных песчаных острова, поднимающихся из воды при отсутствии прилива.

## Религия
На территории города функционирует крупная католическая миссия. Бо́льшая часть населения исповедует католицизм.

## Экономика
Основу местной экономики составляет ловля рыбы и садоводство. Производится мясо осьминога, говядина, копра, собираются какао-бобы, отлавливается мангроу (пелагическая рыба). Женщины практически не участвуют в ведении хозяйства в силу основного сосредоточения его в руках мужчин.

### Циклон Зуман
В 1998 году на острова, входящие в состав Вануату, обрушился Циклон Зуман. Более 100 зданий на Эспириту-Санто подверглось уничтожению и нанесению огромного ущерба. Также 60-70 % собранного урожая пришло в полную негодность. К тому же сильно пострадал сам город: около 95 % построек и садов был нанесён ущерб различной степени мощности. При проведении социальной акции городу выделили 50 кусков брезента с целью ликвидации пагубных последний циклона.